# Paul Capdeville
Paul Gerald Capdeville Castro (* 2. April 1983 in Santiago) ist ein ehemaliger chilenischer Tennisspieler. Im Jahr 2007 gewann er seinen einzigen ATP-Titel im Doppel-Turnier von Viña del Mar.

## Karriere
Mit neun Jahren begann Capdeville das Tennisspielen im ältesten und bekanntesten Club seiner Geburtsstadt Santiago de Chile, in dem sein Vater Guillermo ebenfalls Mitglied war. Sein älterer Bruder William, der früh mit ihm trainierte, ist heute sein Manager.
2003 zog er zum ersten Mal in das Finale eines Future Turniers ein, nachdem ihm 2002 dreifach die Qualifikation für diese Events gelungen war.
Ein Jahr später folgte auch die Premiere auf der ATP-Tour in Viña del Mar. Das Turnier war für ihm jedoch nach der ersten Runde gegen seinen Landsmann Adrián García beendet. 2004 debütierte er ebenfalls für Chile im Davis Cup gegen Ecuador.
Das Jahr 2005 beendete er als Nummer 134 der Weltrangliste mit einer erfolgreichen Einzel-Statistik von 27:19 bei Challenger-Turnieren. Er gewann das Turnier in Bogotá, erreichte das Finale in Sassuolo sowie das Halbfinale in Ljubljana und Lugano. Des Weiteren qualifizierte er sich im August bei den US Open und erreichte nach einem Sieg über Paul-Henri Mathieu die zweite Runde, wo er klar in drei Sätzen gegen Fernando Verdasco verlor.
2007 schaffte er mit einer ATP-Bilanz von 13:12 im Einzel erstmals den Sprung in die Top 100 der Weltrangliste. Neben seinem Challengertitel in Florianópolis gelang ihm die Qualifikation für das ATP-Turnier in Washington, wo er im Tie-Break des dritten Satzes gegen Ivo Karlović ausschied. Er startete als Qualifikant bei den US Open im August und besiegte dort in der ersten Runde Rainer Schüttler in fünf Sätzen. Danach folgte jedoch das Aus gegen den an 1 gesetzten Roger Federer.
Im April 2014 beendete Capdeville seine Profikarriere.

## Erfolge
| Legende (Anzahl der Siege)                      |
| Grand Slam                                      |
| ATP World Tour Finals                           |
| ATP World Tour Masters 1000                     |
| ATP World Tour 500                              |
| ATP International Series ATP World Tour 250 (1) |
| ATP Challenger Tour (12)                        |

| ATP-Titel nach Belag |
| Hartplatz (0)        |
| Sand (1)             |
| Rasen (0)            |

### Einzel

#### Turniersiege
| Nr. | Datum             | Turnier           | Belag     | Finalgegner           | Ergebnis       |
| --- | ----------------- | ----------------- | --------- | --------------------- | -------------- |
| 1.  | 24. April 2005    | Bogotá            | Sand      | Pablo González        | 6:3, 6:4       |
| 2.  | 29. April 2007    | Florianópolis     | Sand      | Juan Pablo Guzmán     | 7:60, 6:0      |
| 3.  | 10. August 2008   | Binghamton (1)    | Hartplatz | Rajeev Ram            | 4:6, 6:3, 6:1  |
| 4.  | 4. Oktober 2008   | Aracaju           | Sand      | Thiago Alves          | 7:5, 6:4       |
| 5.  | 16. August 2009   | Binghamton (2)    | Hartplatz | Kevin Anderson        | 7:67, 7:611    |
| 6.  | 13. November 2010 | Guayaquil         | Sand      | Diego Junqueira       | 6:3, 3:6, 6:3  |
| 7.  | 26. Juni 2011     | Guadalajara       | Hartplatz | Pierre-Ludovic Duclos | 7:5, 6:1       |
| 8.  | 14. August 2011   | Binghamton (3)    | Hartplatz | Wayne Odesnik         | 7:64, 6:3      |
| 9.  | 11. März 2012     | Santiago de Chile | Sand      | Antonio Veić          | 6:3, 6:75, 6:3 |
| 10. | 28. April 2013    | São Paulo         | Sand      | Renzo Olivo           | 6:2, 6:2       |

### Doppel

#### Turniersiege

##### ATP World Tour
| Nr. | Datum           | Turnier      | Belag | Partner         | Finalgegner                           | Ergebnis         |
| --- | --------------- | ------------ | ----- | --------------- | ------------------------------------- | ---------------- |
| 1.  | 4. Februar 2007 | Viña del Mar | Sand  | Óscar Hernández | Albert Montañés Rubén Ramírez Hidalgo | 4:6, 6:4, [10:6] |

##### ATP Challenger Tour
| Nr. | Datum            | Turnier           | Belag | Partner       | Finalgegner                   | Ergebnis          |
| --- | ---------------- | ----------------- | ----- | ------------- | ----------------------------- | ----------------- |
| 1.  | 6. November 2011 | Medellín          | Sand  | Nicolás Massú | Alessio di Mauro Matteo Viola | 6:2, 4:6, [10:8]  |
| 2.  | 11. März 2012    | Santiago de Chile | Sand  | Marcel Felder | Jorge Aguilar Daniel Garza    | 6:73, 6:4, [10:7] |
| 3.  | 29. April 2012   | São Paulo         | Sand  | Marcel Felder | André Ghem João Pedro Sorgi   | 7:5, 6:3          |